# Євреїнов Борис Олексійович
Борис Олексійович Євреїнов (рос. Борис Алексеевич Евреинов; 24 листопада 1888, с. Борщень Курської губернії, Росія — 29 жовтня 1933, Прага) — російський історик, письменник, діяч Української Держави.

## Біографічні відомості

### Ранні роки життя
Борис Євреїнов народився в сім'ї дворян 24 листопада 1888, у селі Борщень, Суджанського району, Курської губернії. Петербурзьку класичну гімназію закінчив у 1907 році

### Роки навчання
Навчався у Санкт-Петербурзькому університеті на історико-філологічному факультеті, який закінчив у 1913 році. Після завершення навчання був мировим суддею 4-го Льговського судового округу Курської губернії.

## Діяльність
У 1917 році — повітовий комісар Тимчасового уряду в Курській губернії, член партії кадетів.
Після більшовицького перевороту 1917 перебрався до Києва. Протягом червня 1918 — лютого 1919 року працював на посаді секретаря вченого комітету Міністерства ісповідань Української Держави. З 1919 року — на службі у Чернігівському 17-му гусарському полку Добровольчої армії А. Денікіна.
У 1920 році евакуйований до міста Салоніки (Греція) у зв'язку з пораненням. Згодом переїхав у Варшаву, а у 1923 році — до Праги.
Член Російської навчальної колегії. З 1928 року — приват-доцент Російської академічної групи. Є одним із засновників та у 1925 році працював секретарем у Російському історичому товаристві у Празі, член ради і вченої комісії Російського закордонного історичного архіву, член Спілки російських письменників і журналістів у Чехословаччині.

## Наукові статті
Борис Євреїнов досліджував життя і творчість російського письменника і анархіста М. О. Бакуніна, зокрема його празький період.
У статті «Борьба Москвы с восточными иногородцами в бассейне Волги и Камы» («Записки Русского исторического общества в Праге», 1927, кн. 1) виступив проти тверджень про мирний характер російської колонізації в Поволжі 16–17 ст. Друкував власні літературні твори у російських емігрантських часописах.